# Bataille de Longstop Hill
Campagne de Tunisie de la Seconde Guerre mondiale
Batailles
- Course pour Tunis
- Ligne Mareth
- Sidi Bouzid
- Kasserine
- Sejnane
- Ochsenkopf
- Capri
- Ksar Ghilane
- Pugilist
- El Guettar
- Wadi Akarit
- Longstop Hill
- Hill 609
- Vulcan
- Flax
- Retribution
- Strike

La seconde bataille de Longstop Hill ou capture de Longstop Hill est un affrontement s'étant déroulé en Tunisie du 21 au 23 avril 1943 pendant la campagne de Tunisie de la Seconde Guerre mondiale. Opposant les forces britanniques de la 1re armée et les unités allemandes de la 5e Panzerarmee, les protagonistes se disputaient le contrôle des hauteurs de Djebel el Ahmera et Djebel Rhar, connus sous le nom de Longstop Hill et ses environs.
L'infanterie de la 78e division Battleaxe et les chars Churchill du North Irish Horse (en) ont capturé Longstop Hill après d'âpres combats, au cours desquels ils créèrent une certaine surprise tactique en montant la colline, manœuvre que seuls les chars Churchill pouvaient réaliser. Les assaillants franchirent avec succès les défenses allemandes, dernière grande barrière naturelle sur la route de Tunis,.